# Fred Meijer (ondernemer)

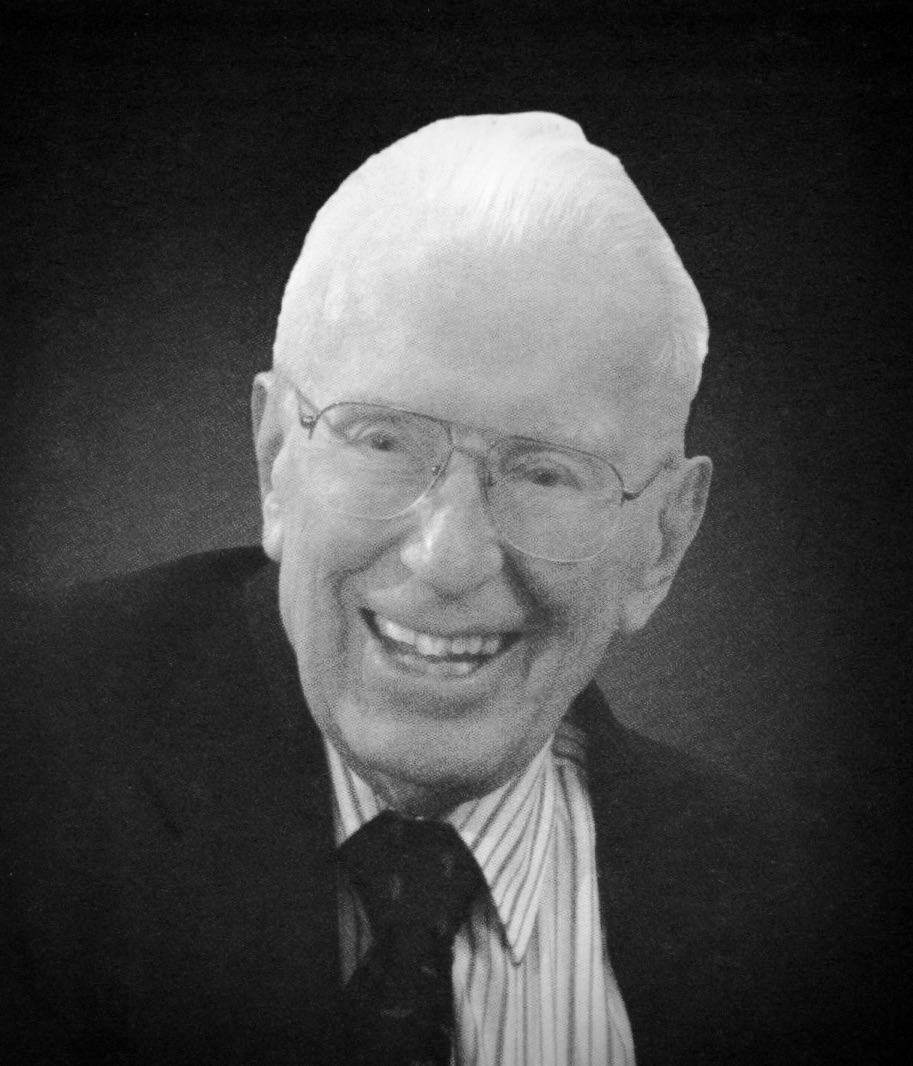
Fred Meijer

Frederik Gerhard Hendrik (Fred) Meijer (Greenville (Michigan), 12 juli 1919 - Grand Rapids (Michigan), 25 november 2011) was een Amerikaans ondernemer en filantroop van Nederlandse afkomst. Hij was de eigenaar van de Amerikaanse winkelketen Meijer.

## Levensloop
Meijer was de zoon van Hendrik Meijer, die in 1907 vanuit Nederland naar de Amerikaanse staat Michigan emigreerde en in 1934 in Greenville een kruidenierszaak startte. Fred Meijer trad in dienst bij zijn vader, aanvankelijk parttime en na het behalen van zijn eindexamen in 1937 fulltime. De winkel van zijn vader breidde in snel tempo uit. Vanaf 1942 werden er in diverse plaatsen in Michigan nieuwe vestigingen geopend. In 1946 trouwde Meijer met de boerendochter Lena Rader, die als kassière voor het bedrijf van zijn vader werkte.
Na de dood van zijn vader in 1964 kreeg Meijer de leiding over het bedrijf, dat inmiddels zo'n dertig vestigingen had en in 1962 in Grand Rapids de eerste hypermarkt had geopend. Het Meijer Thrifty Acres-concept werd een succes. Onder leiding van Meijer werden er tientallen one stop shopping winkels geopend in vijf verschillende staten. In 1986 werd de naam van de winkels gewijzigd in Meijer. Na zijn pensionering werd Meijer benoemd tot eredirecteur van het bedrijf dat onder leiding kwam te staan van zijn zoons Hank en Doug.
Met zijn vrouw Lena stond Fred Meijer bekend als filantroop. Dankzij zijn financiële steun werd in 1995 in Grand Rapids Frederik Meijer Gardens and Sculpture Park geopend, een circa 50 hectare groot terrein met verschillende tuinen, een beeldenpark en een amfitheater. Het in 2004 geopende Fred and Lena Meijer Heart Center in Grand Rapids is een medische kliniek die zich heeft gespecialiseerd in hartziekten. Eveneens in Grand Rapids bevindt zich het Meijer Majestic Theatre, voorheen het Civic Theatre, dat met financiële steun van de Meijers in 2005 werd gerenoveerd.
Meijer was tevens de belangrijkste financier van het Fred Meijer Trails Network, een organisatie die wandel- en fietsroutes in Michigan ontwikkelt en onderhoudt.

## Publicaties
- Meijer, Frederik. Fred Meijer, in His Own Words. (1995, William B. Eerdmans)
- Meijer, Frederik. Just Call Me Fred: 101 Thoughts on People, Business and Life in General. (1998, Meijer Inc.)
- Bill Smith. Fred Meijer: Stories of His Life. (2009, William B. Eerdmans Pub Co.)